# Marker (Norvegia)
Marker è un comune norvegese della contea di Østfold.